# Crveni pasji zub
Crveni pasji zub (crvena košutica; lat. Erythronium dens-canis), zeljasta je trajnica iz porodice ljiljanovki ili Liliaceae. Biljka raste iz duguljaste podzemne lukovice, stabljika je visoka od 10 do 30 cm te nosi dva široko kopljasta lista dugačka do 10 cm s grimiznim ili smeđim pjegama. Cvijet je obično ružičaste boje. U Hrvatskoj raste pretežito u listopadnim hrastovo-grabovim i bukovim šumama i šikarama. Jedna od prvih i najljepših proljetnica. Lukovica biljke je jestiva, a jestivi su i listovi. 
U Europi se uzgaja od 1570. godine zbog lijepih cvjetova, te postoji više od desetak kultiviranih odlika.